# Patrice Chéreau
Patrice Chéreau (ur. 2 listopada 1944 w Lézigné, zm. 7 października 2013 w Paryżu) – francuski reżyser, aktor i scenarzysta filmowy, teatralny i telewizyjny.

## Życiorys
Jeden z najgłośniejszych twórców francuskiego teatru ostatnich dekad, a od lat 90. także tamtejszego kina.
Jego styl filmowy można określić jako rodzaj bardzo cielesnego realizmu poszukującego poprzez to odpowiedzi na bardzo istotne pytania dotyczące etyki, psychologii i egzystencji człowieka i bez znaczenia jest tu, czy film jest zrealizowany z epickim rozmachem (jak Królowa Margot) czy jest kameralnym dramatem kilku osób.
Jego Królowa Margot (1994) według powieści Aleksandra Dumasa miała swoją premierę w konkursie głównym na 47. MFF w Cannes. Kameralny dramat Jego brat (2003) przyniósł twórcy Srebrnego Niedźwiedzia dla najlepszego reżysera na 53. MFF w Berlinie.
Przewodniczył jury konkursu głównego na 56. MFF w Cannes (2003).

## Filmografia

### Reżyser
- Zagubieni w miłości (Persécution, 2009)
- Gabrielle (2005)
- Jego brat (Son frère, 2003)
- Intymność (Intimacy, 2001)
- Ci którzy mnie kochają wsiądą do pociągu (Ceux qui m'aiment prendront le train, 1998)
- Królowa Margot (La Reine Margot, 1994)
- Contre l'oubli (1991)
- Hôtel de France (1987)
- Mężczyzna zraniony (L'Homme blessé, 1983)
- Judith Therpauve (1978)
- Czar orchidei (La Chair de l'orchidée, 1974)

### Aktor
- 1982: Danton jako Camille Desmoulins
- 1985: Żegnaj, Bonaparte (Adieu Bonaparte) jako Napoléon Bonaparte
- 1992: Ostatni Mohikanin (The Last of the Mohicans) jako generał Montcalm
- 1999: W poszukiwaniu straconego czasu (Le Temps retrouvé) - głos Marcela Prousta
- 2003: Czas wilka (Wolfzeit) jako Thomas Brandt

## Nagrody
- Cezar Najlepszy reżyser: 1999 Ci którzy mnie kochają wsiądą do pociąguNajlepszy scenariusz oryginalny: 1984 Mężczyzna zraniony
- Nagroda na MFF w Cannes Złota Palma - nominacja: 1994 Królowa Margot
- Nagroda na MFF w Berlinie Srebrny Niedźwiedź dla najlepszego reżysera: 2003 Jego bratZłoty Niedźwiedź: 2001 IntymnośćBłękitny Anioł - Najlepszy film europejski: 2001 Intymność